# Перемойка
Перемойка — река в Сергиево-Посадском городском округе Московской области России, левый приток Дубны.
Протекает в северо-восточном направлении преимущественно в лесной зоне. Берёт начало северо-восточнее деревни Ерёмино, впадает в Дубну в 120 км от её устья, к востоку от села Константиново. Длина реки составляет 16 км (по другим данным — 13 км), площадь водосборного бассейна — 32,4 км². Левый приток — река Гусаренка.
Вдоль течения реки расположены деревни Сахарово, Аким-Анна и Бобошино.
В XX веке низовье реки обозначалось гидронимом «Гусаренка».

## Данные водного реестра
По данным Государственного водного реестра России, относится к Верхневолжскому бассейновому округу. Речной бассейн — (Верхняя) Волга до Куйбышевского водохранилища (без бассейна Оки), речной подбассейн — бассейны притоков (Верхней) Волги до Рыбинского водохранилища, водохозяйственный участок — Волга от Иваньковского гидроузла до Угличского гидроузла (Угличское водохранилище).